# 飞向月球
《飞向月球》是由国家航天局、中国中央电视台联合制作的五集大型科学纪录片，于2019年4月22日至26日至在中国中央电视台综合频道播出。
香港無線電視翡翠台、無綫財經·資訊台於2020年10月22日至10月30日播映，由潘一勉旁白，並由新聞及資訊部負責製作。

## 分集
| 集数   | 名称         | 播放日期      |
| ------ | ------------ | ------------- |
| 第一集 | 《往事千年》 | 2019年4月22日 |
| 第二集 | 《中国探月》 | 2019年4月23日 |
| 第三集 | 《嫦娥落月》 | 2019年4月24日 |
| 第四集 | 《月球背面》 | 2019年4月25日 |
| 第五集 | 《自新大陆》 | 2019年4月26日 |